# Vivien van Geen
Vivien Marie Constance van Geen (Den Haag, 4 november 1946) is een voormalig lid van de Tweede Kamer voor D66.

## Carrière
Jkvr. dr. V.M.C. van Geen, telg uit de familie Van Geen, studeerde sociologie van de niet-westerse volken aan de Rijksuniversiteit Leiden en promoveerde in 1989 aan de Universiteit Utrecht op Meer greep op eigen leven, een procedure om de mening van bewoners over hun verzorgingshuis bespreekbaar te maken. Ze werkte in de jaren zeventig als hoofd van het bureau Onderzoek en Ruimtelijke Ordening van het Opbouworgaan Zuid-Holland. Van 1977 tot 1981 werkte ze aan de Gemeentelijke Universiteit Amsterdam en in 1981 werd ze universitair docent organisatiepsychologie in Utrecht. Vanaf 1989 heeft ze haar eigen organisatie-adviesbureau Dr. Vivien van Geen, aanvankelijk gericht op het ontwikkelen van de meet- en bespreekprocedure uit haar proefschrift. Nadat de procedure als benchmark voor cliëntenparticipatie in instellingen voor ouderenzorg was geaccepteerd richtte zij zich op empowerment en kwaliteitsbeleid in welzijn en zorg.
In 2002 werd ze voor D66 gekozen in de Tweede Kamer. Ze was woordvoerder volksgezondheid, welzijn, ouderen en pensioenen. Ze verdedigde een in 2002 door haar partijgenote Francine Giskes ingediend initiatiefwetsvoorstel over evenredige vertegenwoordiging van gepensioneerden en werknemers in besturen van pensioenfondsen. In 2008 werd dit vervangen door een nieuw initiatiefvoorstel van D66 en VVD. In 2003 stelde ze zich herkiesbaar maar werd niet herkozen. Later werd ze voorzitter van enkele lokale rekenkamers en had ze een aantal commissariaten.
- Library of Congress Control Number: no2010009678
- Nederlandse Thesaurus van Auteursnamen: 074220977
- Parlement.com: vg9fgopryjx6
- Virtual International Authority File: 106893380